# 프리아모스

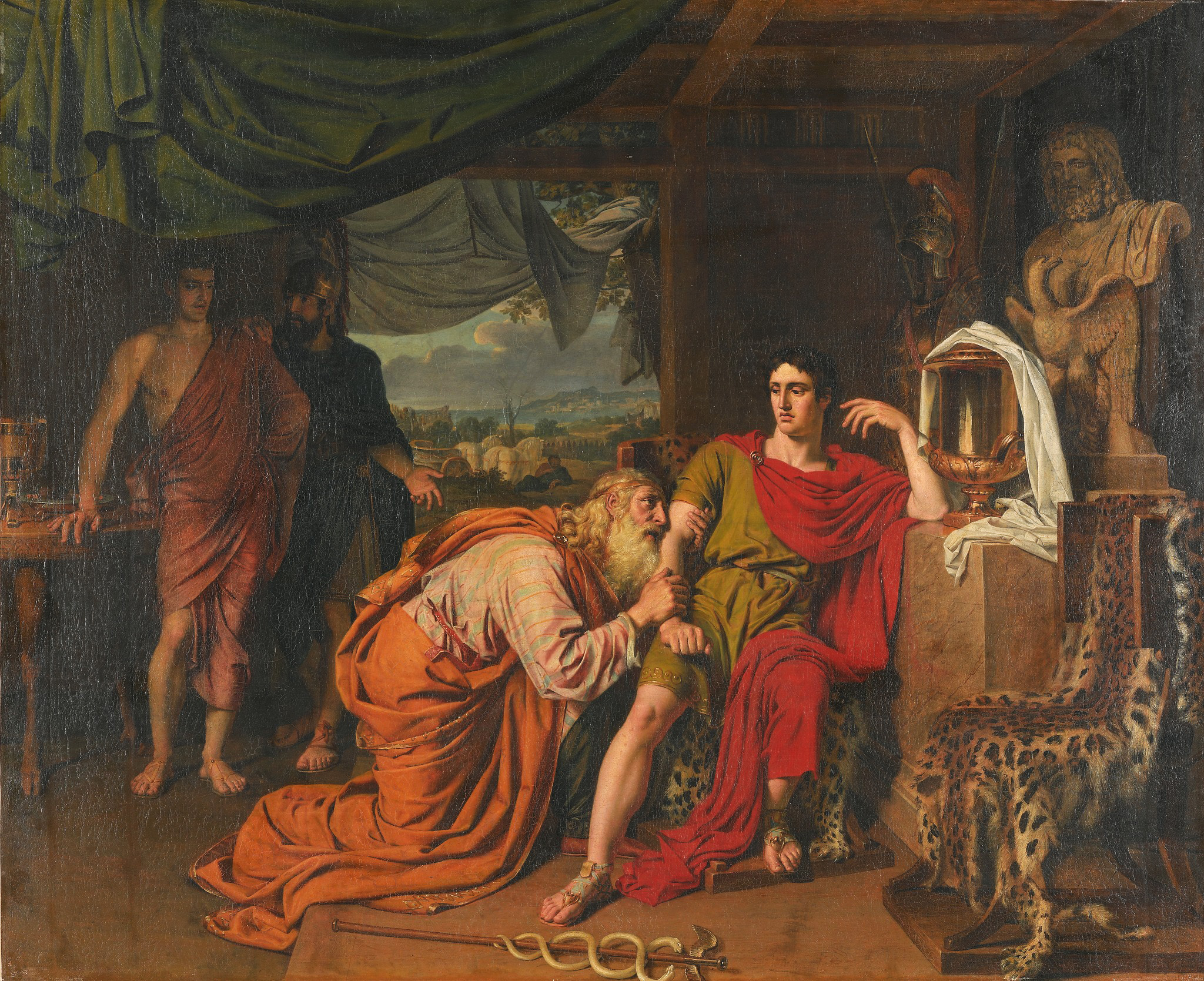

프리아모스(Priamos, priam, 그리스어: Πρίαμος)는 그리스 신화에서 트로이 전쟁 중의 트로이의 왕이었다.
프리아모스는 트로이의 왕 라오메돈의 막내아들로 원래 이름이 포다르케스였다. 헤라클레스가 트로이를 공격하여 라오메돈을 죽이고 헤시오네에게 포로가 된 라오메돈의 아들들 가운데 한 사람만 살려 줄테니 선택하라고 제안하자, 헤시오네는 프리아모스를 선택하였고 이때 포르다케스는 ‘나는 산다’라는 뜻의 프리아모스로 이름을 바꾸었다고 한다. 헤라클레스가 물러간 뒤, 트로이의 왕에 오른 프리아모스는 텔라몬이 다스리는 아이기나섬으로 안테노르를 보내 누나인 헤시오네를 돌려 줄 것을 요구하였으나 거절당했다.
프리아모스는 여러 여인과 결혼하여 50명의 아들을 두었다고 한다. 그의 왕비 중에는 트로이 전쟁에 나오는 헤카베가 가장 유명하며 이 헤카베와의 사이에서 트로이의 영웅 헥토르, 트로이 전쟁의 불씨를 가져온 파리스 알렉산드로스, 그리고 예언의 능력이 있는 딸 카산드라가 태어났다.
트로이를 물려받을 장남 헥토르가 아킬레우스에게 죽임을 당하고 전차에 끌려 다니며 모욕을 당하자 프리아모스는 제우스의 명령을 받은 헤르메스의 도움을 받아 아카이아인들의 진영으로 몰래 가서 아킬레우스에게 아들의 시체를 돌려달라고 청한다. 아킬레우스는 이러한 프리아모스의 부성애에 감동을 받아 헥토르의 시체를 돌려주고 장례를 치르는 기간 동안 공격을 하지 않을 것을 약속한다.
트로이 목마로 인해 트로이 성이 함락되었을 때 프리아모스는 아킬레우스의 아들 네오프톨레모스에게 잔인하게 죽임을 당한다.

## 같이 보기
- 비블리오테케
- 호메로스